# جوزيه أوغدن واتسون
جوزيه أوغدن واتسون (بالإنجليزية: Josiah Ogden Watson)‏ هو سياسي أمريكي، ولد في 24 سبتمبر 1784، وتوفي في 12 يونيو 1852. حزبياً، نشط في الحزب الديمقراطي. وقد انتخب عضو مجلس نواب كارولينا الشمالية.